# ۸۷ (پیش از میلاد)
۸۷ (پیش از میلاد) ۸۷مین سال قبل از تقویم میلادی است.

## درگذشتگان
- هان وودی، امپراتور دودمان هان در چین